# 海南区
海南区（かいなん-く）は、中華人民共和国内モンゴル自治区烏海市に位置する市轄区。

## 行政区画
2ジュール・ゴドムジ（街道）、3バルガス（鎮）を管轄：
- 街道弁事処
  - 拉僧仲街道
  - 西卓子山街道
- 鎮
  - グンウス・バルガス（公烏素鎮）
  - 拉僧廟鎮
  - バイントホエ・バルガス（巴音陶亥鎮）